# 柏原駅 (大阪府)
柏原駅（かしわらえき）は、大阪府柏原市上市一丁目にある、西日本旅客鉄道（JR西日本）・近畿日本鉄道（近鉄）の駅である。
JR西日本の駅番号はJR-Q27、近畿日本鉄道の駅番号はN17。

## 概要
JR西日本と近鉄の共同使用駅で、JR西日本が管轄する。JR線はICカード乗車券「ICOCA」、近鉄線は同「PiTaPa」（スルッとKANSAI協議会）の利用エリアに含まれている。スルッとKANSAI対応カードは、自動券売機で乗車券に引き替えることにより近鉄では使用することが可能だった。
乗り入れている路線はJR西日本の関西本線と、当駅を終点とする近畿日本鉄道道明寺線の2路線である。JR関西本線はアーバンネットワーク内であり、「大和路線」の路線愛称設定区間に含まれている。
なお、JR線上には、当駅と同じ表記で読みの異なる駅が2つ存在する（「同じ表記の駅」を参照）。

## 歴史

### JR西日本
1932年（昭和7年）1月に亀ノ瀬トンネルの崩壊で関西本線当駅 - 王寺駅間が運休となったが、同年6月からその代替輸送として、柏原駅より南方900メートルの地点、大阪電気軌道（大軌）桜井線（後の近鉄大阪線）安堂駅付近に柏原仮乗降場が設置され、和歌山線下田駅（後の香芝駅）との間を大軌桜井線を用いることで、大晦日に復旧するまでの間、代替輸送を行ったことがある。もともとこの辺り（亀ノ瀬）は地滑り地帯で開業が遅れ、1891年（明治24年）- 1892年（明治25年）の一時期は、亀ノ瀬の両側に仮駅を置いて人力車による輸送を行っていたこともあった。
- 1889年（明治22年）5月14日：大阪鉄道 (初代) の駅（一般駅）が開業。当時は湊町駅（現在のJR難波駅）方面からの終着駅であった[3]。
- 1890年（明治23年）9月11日：大阪鉄道線が当駅から亀瀬仮停車場（現在の河内堅上駅 - 三郷駅間に存在）まで延伸。
- 1892年（明治25年）2月2日：大阪鉄道線の亀瀬仮停車場 - 稲葉山仮停車場間の開業（両仮停車場はこの時廃止）により、奈良駅 - 湊町駅間の路線が直結する。
- 1900年（明治33年）6月6日：関西鉄道が大阪鉄道の路線を承継。
- 1907年（明治40年）10月1日：関西鉄道が国有化し[4]、国有鉄道の一路線となる。
- 1909年（明治42年）10月12日：線路名称制定により、関西本線所属となる[5]。
- 1974年（昭和49年）10月26日：貨物の営業が廃止され、旅客駅となる[4]。
- 1985年（昭和60年）3月14日：荷物扱い廃止[4]。
- 1987年（昭和62年）4月1日：国鉄分割民営化により、関西本線は西日本旅客鉄道（JR西日本）に承継[4]。
- 1988年（昭和63年）3月13日：路線愛称の制定により、「大和路線」の愛称を使用開始。
- 1998年（平成10年）7月16日：自動改札機を設置し、供用開始[6]。
- 2003年（平成15年）11月1日：ICカード「ICOCA」の利用が可能となる[7]。
- 2007年（平成19年）3月24日：橋上駅舎が完成し、使用を開始[8]。エレベーター、エスカレーターの使用を開始。
- 2009年（平成21年）10月4日：大阪環状・大和路線運行管理システム導入。
- 2018年（平成30年）3月17日：駅ナンバリングが導入され、使用を開始。
- 2020年（令和2年）10月：改札内トイレがリニューアルされ使用を開始。
- 2023年（令和5年）
  - 5月21日：みどりの窓口の営業を終了[2]。
  - 5月22日：みどりの券売機プラスを導入[2]。
- 2025年（令和7年）3月15日：ダイヤ改正により、通勤特急「らくラクやまと」の停車駅となる（実際の停車開始は3月17日より）[9]。東口（2012年10月）

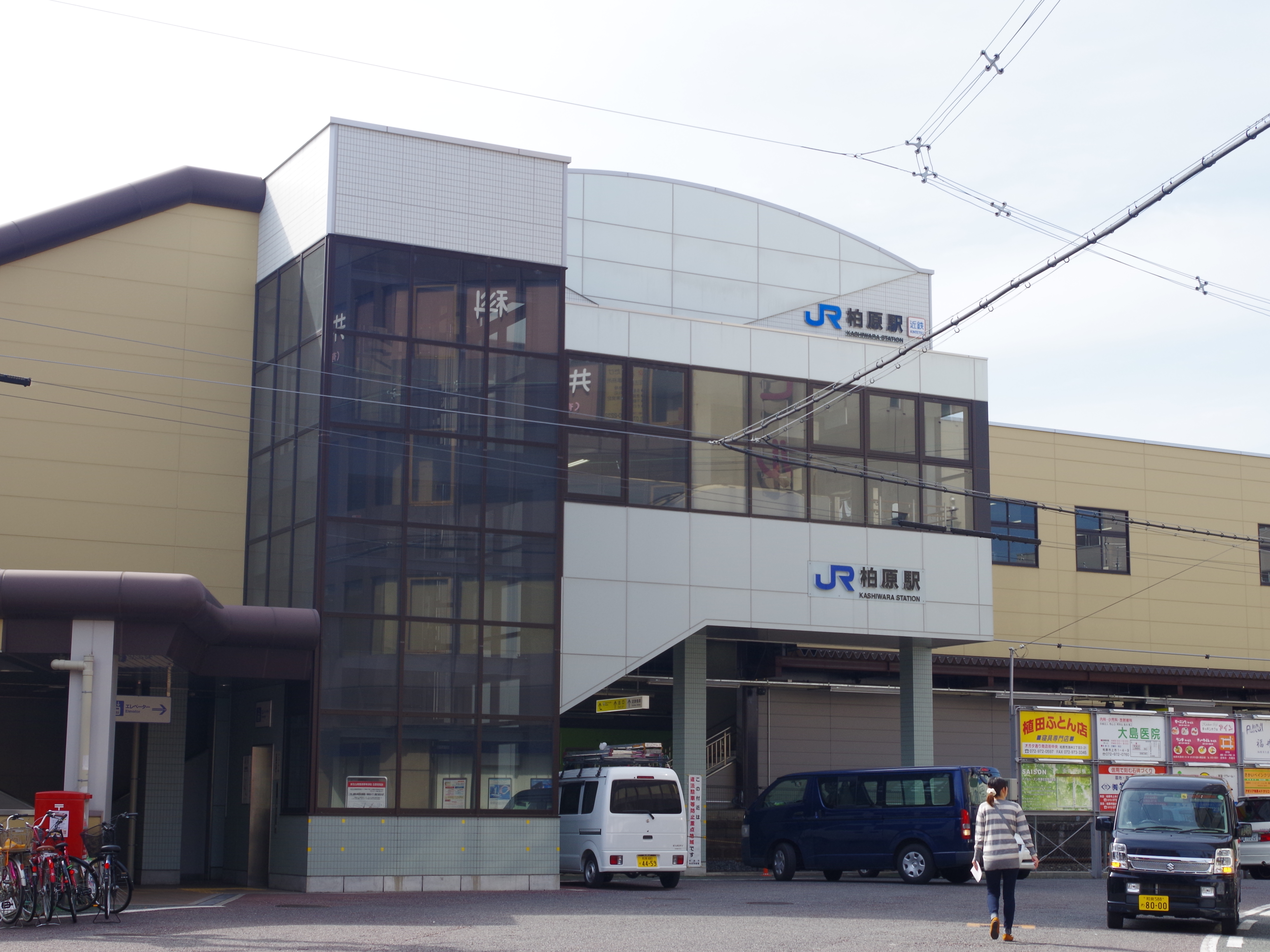
東口（2012年10月）

### 近畿日本鉄道
- 1898年（明治31年）3月24日：河陽鉄道線が当駅 - 古市駅間で開業し、当駅に乗り入れ[10]。現在の近鉄線の中では最古の開業区間である[10]。
- 1899年（明治32年）5月11日：河陽鉄道の路線が河南鉄道に譲渡[10]。
- 1919年（大正08年）3月8日：河南鉄道が大阪鉄道 (2代目)に社名変更[10]。
- 1943年（昭和18年）2月1日：関西急行鉄道が大阪鉄道を合併、関西急行鉄道道明寺線の駅となる[10]。
- 1944年（昭和19年）6月1日：戦時統合により関西急行鉄道が近畿日本鉄道に改組[10]。

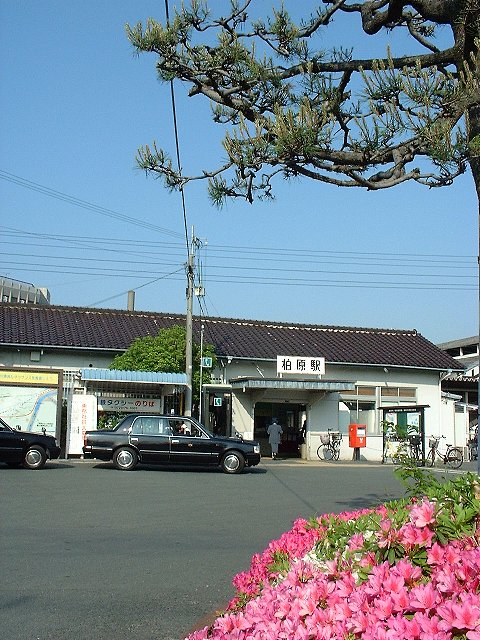
柏原駅舎（旧駅舎）

## 駅構造
島式ホーム2面4線を持つ地上駅で、橋上駅舎を有する。1番のりばを近鉄線、2 - 4番のりば（線路は下り通過線を含めた4線）をJR線が使用する。1番のりばは切り欠き式である。トイレは改札内にあり、多機能トイレも設置されている。有効長は1番のりばは近鉄列車2両（約45m）分、2番のりばはJR電車6両（約125m）分、3・4番のりばはJR電車8両（約165m）分。
八尾駅が管理している。
前述の通り近鉄の駅業務はJR西日本に委託しているが、吉野口駅や伊賀上野駅と異なり、1番のりばの駅名標は近鉄仕様となっている。

### のりば
|      | 路線           | 方向 | 行先                      |
| ---- | -------------- | ---- | ------------------------- |
| 1    | N 近鉄道明寺線 | 上り | 道明寺方面                |
| 2・3 | 大和路線       | 下り | 天王寺・JR難波・大阪方面  |
| 3・4 | 大和路線       | 上り | 王寺・奈良方面 / 高田方面 |

- 上表の路線名は旅客案内上の名称（愛称）で表記している。

2番のりばは下り待避線であり、2・3番のりばの間の通過線の下り本線にはホームはない。3番のりばは上り待避線、4番のりばは上り本線である。3番のりばは、天王寺方面から当駅止まりの普通電車の折り返しにも使用される。

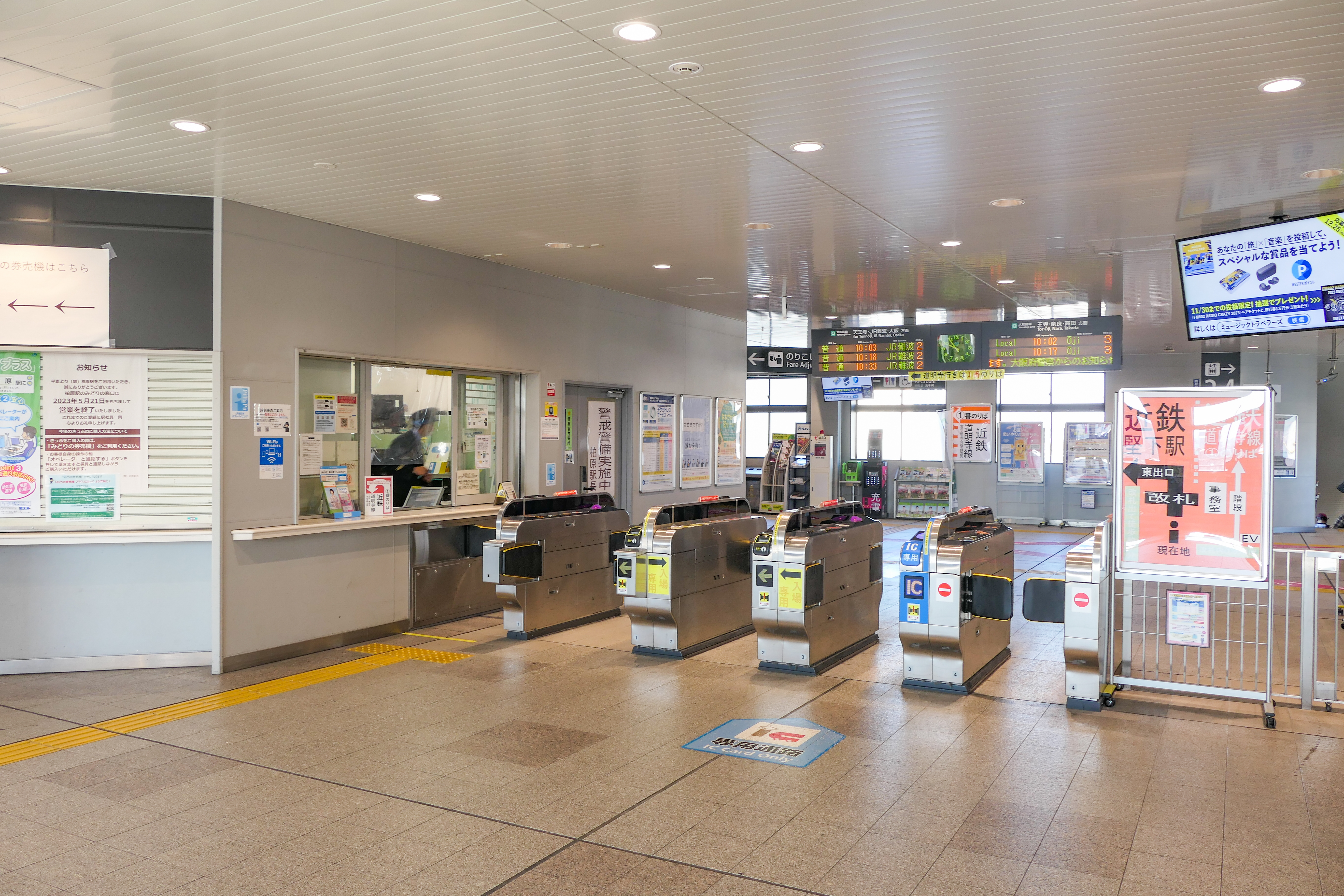
改札口（2023年11月）
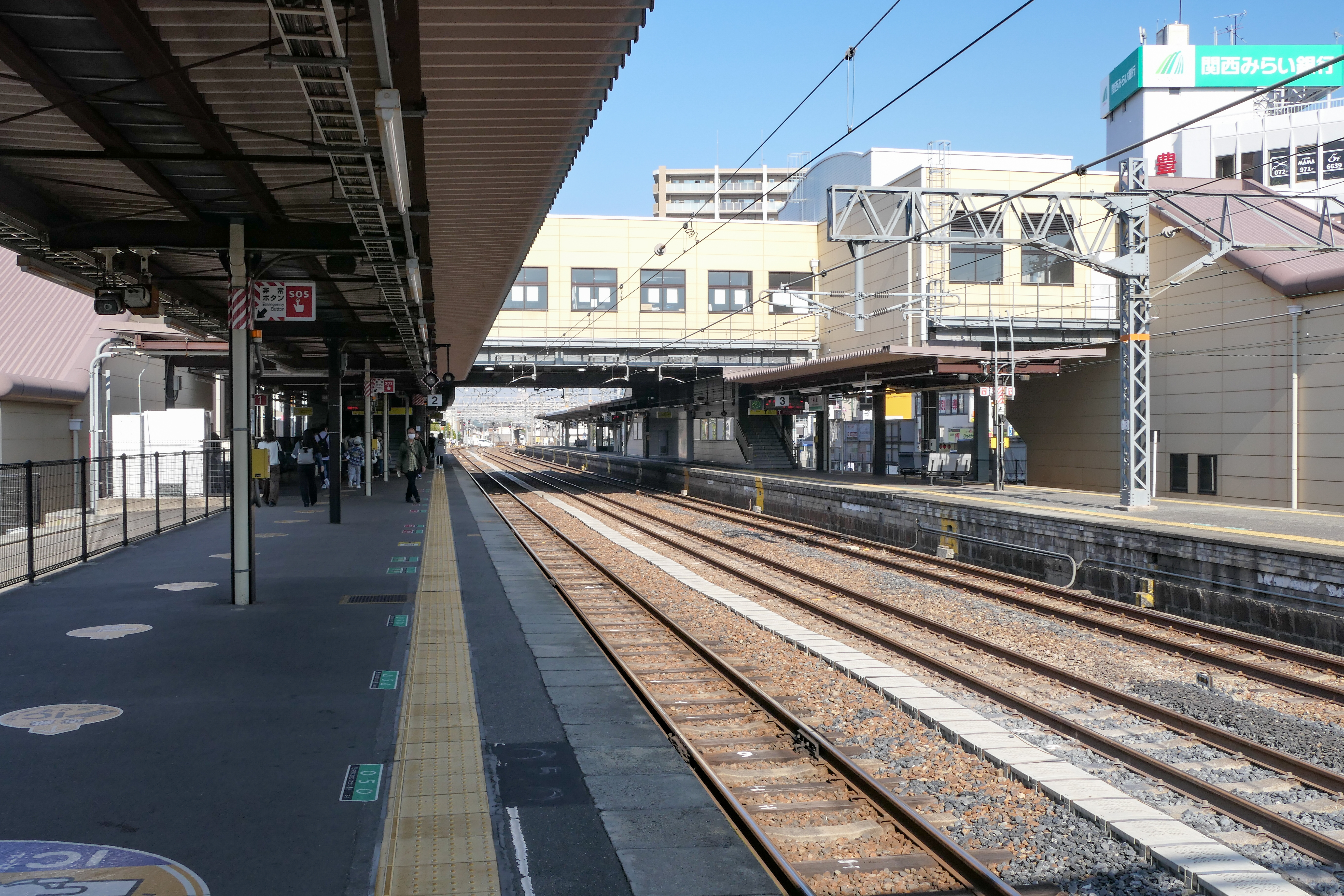
ホーム（2023年11月）

### 駅舎橋上化工事
かつては地上駅舎を持ち、改札口は1・2番のりばに接続する西口と、3・4番のりばの線路を挟んだ所の東口があり、各改札口と3・4番のりばは跨線橋で連絡していた。エレベーターもエスカレーターもなく、跨線橋は改札内であるために西口と東口間を外部から通り抜けすることができず、数百メートルほど北にある踏切（西一番踏切）または併設の歩道橋を渡らなければ、反対側へ行けなかったことから、橋上駅舎の工事が進められてきた。
そして2007年（平成19年）3月24日、西口側の新しい出入口と改札口がほぼ完成したことにより橋上駅舎の仮営業が開始された（東口側には仮設階段が設置）。東口側の新しい出入口は同年7月の完成を目指していたが、11月29日にようやく使用を開始した。これは当初の計画通りエスカレーターおよびエレベーターを設置すると隣接道路が狭くなるため、着工直前に出入り口が旧東口付近になるように変更する必要性が出たためである。
2008年（平成20年）に入り、西側ではアゼリア柏原と橋上駅舎を結ぶペデストリアンデッキが完成。東側でもようやく歩道の整備などを含めた工事が終了した。西側においてはペデストリアンデッキ完成後もバス乗り場を含めたロータリー整備工事が漠然と続いていたが、それも2009年（平成21年）暮れまでに終了した。その一方で、西一番踏切のすぐ北側にあった歩道橋は、橋上駅舎完成から5年3か月後の2013年（平成25年）2月5日限りで、老朽化と利用者減少の理由で撤去工事により取り壊された。

### 近鉄線の利用について
2007年（平成19年）4月1日から近鉄でもICOCA・PiTaPaが使えるようになったが、JR線と近鉄の互いの乗り換えの際は、ホーム上にある中間改札機にタッチする必要がある。また、当駅から近鉄を利用する場合または近鉄線を利用し当駅で下車する場合、自動改札機と簡易改札機の2つ両方にタッチする必要がある。

## 大和路線のダイヤ

### 当駅折り返し列車
後述するように、開業から1年余りは終着駅であったことに加え、当駅より奈良方は山間部に入り利用客が減少するため、当駅折り返しの普通が朝ラッシュ時と夕方・夜の時間帯に設定されている。
国鉄時代から1995年（平成7年）9月29日までは日中も当駅折り返し便があり、天王寺駅 - 当駅間が10分間隔、当駅 - 王寺駅間が20分間隔で運行されていた。高井田・三郷方面への利便性向上から1995年9月30日の改正で当駅折り返し系統の大半が王寺駅折り返しに延長されたが、福知山線脱線事故によるダイヤ見直しで2006年（平成18年）3月18日のダイヤ改正で日中の半数は当駅折り返しに戻された（ただし1995年以前の王寺行きに当たる電車は、王寺より先の奈良まで運転する便となっていた）。2011年（平成23年）3月11日のダイヤ改定でほぼ現在の形になっている。
2008年（平成20年） - 2022年（令和4年）まで、当駅始発のJR難波行き快速列車が設定されていた。2008年のおおさか東線開業に伴い、平日の朝ラッシュ時に奈良発快速JR難波行きの一部がおおさか東線経由直通快速尼崎行きに変更されたが、天王寺・JR難波方面に向かう利用者にとっては実質減便となるため、久宝寺駅で直通快速に接続する快速JR難波行きが当駅始発として平日の7時台に3本設定された。末期の2019年以降は直通快速の運転時間帯が繰り上げられ、従来の時刻では久宝寺駅で接続できないことから1本が減便された（繰り上げられた直通快速には、代替として高田発の快速が久宝寺駅で接続するダイヤが組まれた）。

### 待避列車
朝夕は普通列車が当駅で快速列車の待避を行う。朝夕は快速およびおおさか東線直通の直通快速が運転され、快速列車が続行運転となることもあるため、2本の快速列車の通過待ちを行う普通もある。
1996年（平成8年）3月16日のダイヤ改正から2011年（平成23年）3月11日までの日中ダイヤでは、快速高田行きが当駅で普通奈良行きを追い抜いていた。これは王寺駅の構造上、奈良方面行きと高田方面行きの同一ホームでの接続ができないため、同駅で快速高田行きから後続の普通奈良行きに数分で乗り継げるようにしていたためである。
2011年（平成23年）3月12日のダイヤ改正で、普通電車の日中1時間の本数が6本（当駅発着・奈良駅発着がそれぞれ3本）から王寺駅発着の4本に整理されたが、この時間帯の快速列車が増発されたことに伴い、当駅で上下ともに快速の通過待ちを行うダイヤとなった。しかし2014年3月15日のダイヤ見直しで日中の王寺駅折り返し快速が廃止されたため、上下とも日中の1時間あたり4本の普通列車のうち2本は快速列車を待たずに発車することになった。
2020年3月14日のダイヤ改正で日中の高田駅発着の快速が廃止されたため当駅で待避する普通は朝夕のみとなり、これらの列車以外は4番のりばを使用する。

## 利用状況

### JR西日本
2023年（令和5年）度の一日平均乗車人員は10,060人である。
各年度の1日の平均乗車人員は以下の通りである。
| 年度               | 1日平均 乗車人員 | 出典          |
| ------------------ | ---------------- | ------------- |
| 1988年（昭和63年） | 10,939           | [ 大阪府 1 ]  |
| 1989年（平成元年） | 10,905           | [ 大阪府 1 ]  |
| 1990年（平成02年） | 10,967           | [ 大阪府 2 ]  |
| 1991年（平成03年） | 11,064           | [ 大阪府 3 ]  |
| 1992年（平成04年） | 11,108           | [ 大阪府 4 ]  |
| 1993年（平成05年） | 11,212           | [ 大阪府 5 ]  |
| 1994年（平成06年） | 11,330           | [ 大阪府 6 ]  |
| 1995年（平成07年） | 11,508           | [ 大阪府 7 ]  |
| 1996年（平成08年） | 11,685           | [ 大阪府 8 ]  |
| 1997年（平成09年） | 11,418           | [ 大阪府 9 ]  |
| 1998年（平成10年） | 11,332           | [ 大阪府 10 ] |
| 1999年（平成11年） | 11,068           | [ 大阪府 11 ] |
| 2000年（平成12年） | 10,883           | [ 大阪府 12 ] |
| 2001年（平成13年） | 10,869           | [ 大阪府 13 ] |
| 2002年（平成14年） | 10,820           | [ 大阪府 14 ] |
| 2003年（平成15年） | 10,922           | [ 大阪府 15 ] |
| 2004年（平成16年） | 10,847           | [ 大阪府 16 ] |
| 2005年（平成17年） | 10,831           | [ 大阪府 17 ] |
| 2006年（平成18年） | 10,902           | [ 大阪府 18 ] |
| 2007年（平成19年） | 10,749           | [ 大阪府 19 ] |
| 2008年（平成20年） | 10,959           | [ 大阪府 20 ] |
| 2009年（平成21年） | 10,823           | [ 大阪府 21 ] |
| 2010年（平成22年） | 10,814           | [ 大阪府 22 ] |
| 2011年（平成23年） | 10,891           | [ 大阪府 23 ] |
| 2012年（平成24年） | 10,943           | [ 大阪府 24 ] |
| 2013年（平成25年） | 11,163           | [ 大阪府 25 ] |
| 2014年（平成26年） | 10,946           | [ 大阪府 26 ] |
| 2015年（平成27年） | 11,110           | [ 大阪府 27 ] |
| 2016年（平成28年） | 11,096           | [ 大阪府 28 ] |
| 2017年（平成29年） | 11,108           | [ 大阪府 29 ] |
| 2018年（平成30年） | 11,082           | [ 大阪府 30 ] |
| 2019年（令和元年） | 10,910           | [ 大阪府 31 ] |
| 2020年（令和02年） | 9,022            | [ 大阪府 32 ] |
| 2021年（令和03年） | 9,258            | [ 大阪府 33 ] |
| 2022年（令和04年） | 9,814            | [ 大阪府 34 ] |
| 2023年（令和05年） | 10,060           | [ 大阪府 35 ] |

### 近鉄
各調査日の一日乗降人員は以下の通りである｡
| 年度   | 乗降数  | 調査日         |
| ------ | ------- | -------------- |
| 2023年 | 5,671人 | 2023年11月7日  |
| 2022年 | 5,730人 | 2022年11月8日  |
| 2021年 | 5,714人 | 2021年11月9日  |
| 2018年 | 6,469人 | 2018年11月13日 |
| 2015年 | 5,975人 | 2015年11月10日 |
| 2012年 | 6,197人 | 2013年11月13日 |
| 2010年 | 6,161人 | 2010年11月9日  |
| 2008年 | 6,148人 | 2008年11月18日 |
| 2005年 | 6,670人 | 2005年11月8日  |

## 駅周辺
駅から約500メートル東方に近鉄大阪線の堅下駅がある。近鉄道明寺線からの普通運賃の通算制度は原則無いため、1枚のきっぷで道明寺線と大阪線を乗り継ぐことはできない。しかし定期券のみ例外で、柏原駅と堅下駅を徒歩連絡として計算し購入することができる。
駅西口には柏原市の無料巡回バス「きらめき号」が乗り入れる。
- アゼリア柏原
  - 柏原市立市民プラザ
  - サンプラザ 柏原店
  - りそな銀行柏原支店（旧富田林銀行→野村銀行→大和銀行）
  - ハローワーク藤井寺 アゼリア柏原ハローワークコーナー
- 柏原市立柏原中学校
- 大阪府立藤井寺支援学校
- 東大阪大学柏原高等学校
- 宮脇書店大阪柏原店
- 日本郵便 柏原郵便局
- 関西みらい銀行柏原支店
- 日鉄住金ファインテック
- 長瀬川
- サンディ 柏原店
- スーパーヤオヒコ 柏原店

かつて駅前にダイエー柏原店が存在したが、2010年8月31日に閉店。跡地には八百彦商店（奈良県王寺町）が展開する「スーパーヤオヒコ」が出店した（過去に存在したダイエーの店舗#日本）。

## 同じ表記の駅
「柏原」と表記される駅は当駅以外にも存在するが、読みはいずれも異なる。
- 滋賀県：柏原駅（「かしわばら」） - JR東海東海道本線[3]
- 兵庫県：柏原駅（「かいばら」） - JR西日本福知山線[3]

これらと区別するため、JRの乗車券においては当駅を示す部分に「（関）柏原」と表記されているほか、ICOCAの使用履歴については片仮名表記されている。

## 隣の駅
西日本旅客鉄道（JR西日本）
 大和路線（関西本線）
- 通勤特急「らくラクやまと」停車駅

■大和路快速・■直通快速・■快速・■区間快速
通過
■普通
高井田駅 (JR-Q28) - 柏原駅 (JR-Q27) - 志紀駅 (JR-Q26)
近畿日本鉄道
N 道明寺線
柏原南口駅 (N16) - 柏原駅 (N17)

### 本文中の出典
1. 1 2 3  『週刊 JR全駅・全車両基地』 16号 奈良駅・新今宮駅・王寺駅ほか70駅、朝日新聞出版〈週刊朝日百科〉、2012年11月25日、22頁。
2. 1 2 3  “柏原（大阪府）駅｜駅情報：JRおでかけネット”.   西日本旅客鉄道. 2023年5月9日時点のオリジナルよりアーカイブ。2023年5月9日閲覧。
3. 1 2 3 4 5 6  川口素生『思わず人に話したくなる 関西「駅名」の謎』洋泉社、2017年3月2日、52-54頁。ISBN 978-4-8003-1166-5。
4. 1 2 3 4  石野哲 編『停車場変遷大事典 国鉄・JR編 II』（初版）JTB、1998年10月1日、342頁。ISBN 978-4-533-02980-6。
5. ↑  曽根悟（監修）（著）、朝日新聞出版分冊百科編集部（編集）（編）「関西本線・草津線・奈良線・おおさか東線」『週刊 歴史でめぐる鉄道全路線 国鉄・JR』第8号、朝日新聞出版、2009年8月30日、13頁。
6. ↑  「JR年表」『JR気動車客車編成表 '99年版』ジェー・アール・アール、1999年7月1日、185頁。ISBN 4-88283-120-1。
7. ↑  「ICOCA」いよいよデビュー! 〜 平成15年11月1日（土）よりサービス開始いたします 〜（インターネット・アーカイブ） - 西日本旅客鉄道プレスリリース 2003年8月30日
8. 1 2  “JR柏原駅橋上駅舎での仮使用開始（3月24日から）”. 広報かしわら (柏原市役所広報広聴課) (648):  p. 7. (2007年3月1日).  オリジナルの2023年7月31日時点におけるアーカイブ。 2023年7月31日閲覧。 {{cite news}}: |archive-date=と|archive-url=の日付が異なります。（もしかして：2023年7月30日） (説明)⚠
9. ↑  2025年3月15日 ダイヤ改正を実施します～大阪・関西万博開催に合わせて列車を増発します～ (PDF)  - 西日本旅客鉄道近畿統括本部（2024年12月13日）
10. 1 2 3 4 5 6  曽根悟（監修）『週刊 歴史でめぐる鉄道全路線 大手私鉄』 3号 近畿日本鉄道 2、朝日新聞出版〈週刊朝日百科〉、2010年8月29日、26-27頁。ISBN 978-4-02-340133-4。
11. ↑  “駅の情報｜柏原”.   近畿日本鉄道. 2022年9月28日閲覧。
12. 1 2  “柏原駅（大阪府）｜時刻表：JRおでかけネット”. JRおでかけネット.   西日本旅客鉄道. 2022年9月28日閲覧。
13. ↑  “市政速報”. 広報かしわら (柏原市役所広報広聴課) (658):  p. 6. (2008年1月1日).  オリジナルの2021年11月30日時点におけるアーカイブ。 2023年7月31日閲覧。
14. ↑  “市政速報”. 広報かしわら (柏原市役所広報広聴課) (660):  p. 2. (2008年3月1日).  オリジナルの2021年11月30日時点におけるアーカイブ。 2023年7月31日閲覧。
15. ↑  『平成19年4月1日から、近鉄主要路線でICカードの利用が可能になります』（PDF）（プレスリリース）近畿日本鉄道、2007年1月30日。2016年3月6日閲覧。

### 利用状況の出典
1. ↑  大阪府統計年鑑 - 大阪府
2. ↑  柏原市統計書 - 柏原市
3. ↑  近鉄道明寺線 一日乗降人員

#### 大阪府統計年鑑
1. 1 2  大阪府統計年鑑（平成2年） (PDF)
2. ↑  大阪府統計年鑑（平成3年） (PDF)
3. ↑  大阪府統計年鑑（平成4年） (PDF)
4. ↑  大阪府統計年鑑（平成5年） (PDF)
5. ↑  大阪府統計年鑑（平成6年） (PDF)
6. ↑  大阪府統計年鑑（平成7年） (PDF)
7. ↑  大阪府統計年鑑（平成8年） (PDF)
8. ↑  大阪府統計年鑑（平成9年） (PDF)
9. ↑  大阪府統計年鑑（平成10年） (PDF)
10. ↑  大阪府統計年鑑（平成11年） (PDF)
11. ↑  大阪府統計年鑑（平成12年） (PDF)
12. ↑  大阪府統計年鑑（平成13年） (PDF)
13. ↑  大阪府統計年鑑（平成14年） (PDF)
14. ↑  大阪府統計年鑑（平成15年） (PDF)
15. ↑  大阪府統計年鑑（平成16年） (PDF)
16. ↑  大阪府統計年鑑（平成17年） (PDF)
17. ↑  大阪府統計年鑑（平成18年） (PDF)
18. ↑  大阪府統計年鑑（平成19年） (PDF)
19. ↑  大阪府統計年鑑（平成20年） (PDF)
20. ↑  大阪府統計年鑑（平成21年） (PDF)
21. ↑  大阪府統計年鑑（平成22年） (PDF)
22. ↑  大阪府統計年鑑（平成23年） (PDF)
23. ↑  大阪府統計年鑑（平成24年） (PDF)
24. ↑  大阪府統計年鑑（平成25年） (PDF)
25. ↑  大阪府統計年鑑（平成26年） (PDF)
26. ↑  大阪府統計年鑑（平成27年） (PDF)
27. ↑  大阪府統計年鑑（平成28年） (PDF)
28. ↑  大阪府統計年鑑（平成29年） (PDF)
29. ↑  大阪府統計年鑑（平成30年） (PDF)
30. ↑  大阪府統計年鑑（令和元年） (PDF)
31. ↑  大阪府統計年鑑（令和2年） (PDF)
32. ↑  大阪府統計年鑑（令和3年） (PDF)
33. ↑  大阪府統計年鑑（令和4年） (PDF)
34. ↑  大阪府統計年鑑（令和5年） (PDF)
35. ↑  大阪府統計年鑑（令和6年） (PDF)